# Jorge Alarcón Rubio
Jorge Alarcón Rubio fue un comentarista deportivo, más conocido como Sonny. Por muchos años, fue comentarista de Televisa, hasta los Juegos Olímpicos de Sídney 2000, en donde sufrió una caída que le ocasionó una fractura. Nació el 20 de febrero de 1918 en la colonia San Rafael de la Ciudad de México, Distrito Federal. Inició su carrera periodística en el año de 1935 como reportero de La Opinión, siendo además colaborador de La Afición, de 1947 a 1960, en El Universal y en Diario de la Tarde. Falleció a causa de un infarto el 24 de enero de 2001.